# Mesh de navigation
Un mesh de navigation (Navigation mesh en anglais souvent abrégé en navmesh) est une structure de donnée utilisée en intelligence artificielle permettant de représenter les zones d'un environnement 3D. Couplé à certains algorithmes comme A*, il permet à des agents informatiques de trouver leur chemin dans l'environnement. Cette structure de données est particulièrement adaptée à la description des larges espaces.

## Avantages
Par rapport aux points de navigation, les mesh de navigation disposent des avantages suivants:
- Possibilité de trouver le chemin le plus court réel (et non pas celui d'un graphe)
- Réduction du temps de calcul et de l'empreinte mémoire dans les environnements ouverts
- Gestion plus aisée de différents gabarits d'agents virtuels
- Gestion plus aisée d'obstacles dynamiques